# 루리하늘소
루리하늘소는 하늘소과의 곤충이다.
강원도 산속에서도 쉽게 만날 수 없다.
‘루리’라는 이름은 일본루리하늘소(일본어: ルリボシカミキリ. Rosalia batesi)의 일본어 이름에서 비롯했다. 일본어로 ‘루리색(瑠璃色)’은 준보석인 청금석의 빛깔을 뜻한다.